# Conclave de 1829
Le conclave papal de 1829 fut convoqué à la mort du pape Léon XII, survenue le 10 février 1829, afin d'élire son successeur. Il permit l'élection du cardinal Francesco Saverio Castiglioni, qui prit le nom de Pie VIII, le 31 mars 1829.

## Déroulement du conclave

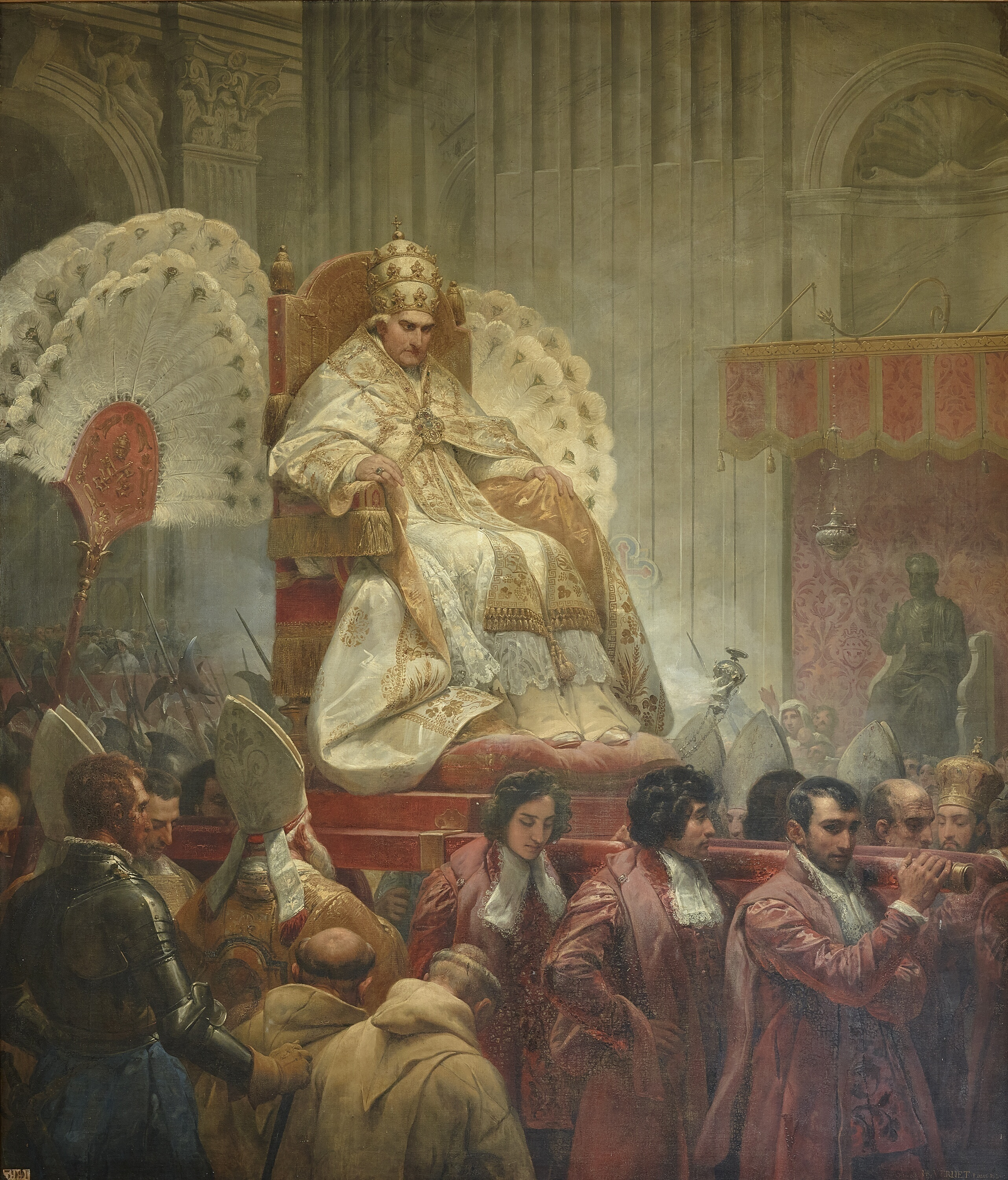
Le nouveau pape Pie VIII porté dans la Basilique Saint-Pierre

Lors du conclave de 1829, le choix du successeur de Léon XII fut particulièrement difficile en raison des désaccords entre les gouvernements séculiers européens sur le nom du prochain souverain pontife. Le cardinal Emmanuele de Gregorio était le candidat désigné de la faction pro-française et des zelanti, alors que le cardinal Bartolomeo Pacca était soutenu par la frange plus modérée et plus libérale du Collège cardinalice. Cependant, le cardinal Pacca devra faire face à l'exclusive portée à son encontre par le gouvernement français, à la fin de la période de la Restauration. À l'époque, la France est gouvernée par le roi Charles X et par le Premier ministre Jean-Baptiste Sylvère Gaye, vicomte de Martignac. Déjà considéré comme Papabili lors du conclave de 1823, Pacca était «desservi par son impétuosité naturelle et par le scandale occasionné par la fuite de Rome de son neveu, le gouverneur Tiberio Pacca».
Cependant, le conclave ne parvint pas à se décider rapidement. Les partisans de De Gregorio et de Pacca réalisant qu'il leur serait impossible de rassembler assez de voix autour de leurs candidats respectifs commencèrent à chercher un candidat de compromis, il le trouvèrent en la personne du cardinal Francesco Saverio Castiglioni. Castiglioni avait déjà été un candidat sérieux à l'élection lors du conclave de 1823 en tant que représentant des politicanti (cardinaux modérés) et possédait toutes les qualités requises pour être pape. Il avait pour seul handicap sa santé chancelante.
Le 31 mars 1829, après trente-cinq jours de conclave, le cardinal Castiglioni est élu pape. Étant donné que Castiglioni avait déjà été surnommé Pie VIII par son prédécesseur le défunt pape Pie VII avant sa mort en 1823, et que lors du conclave de 1823, le cardinal Sermattei della Genga (futur Léon XII) avait prédit qu'« il y aurait un jour un Pie VIII», il parut évident pour le cardinal Castiglioni de prendre ce nom de règne pontifical une fois élu.
| Durée              | 35 jours                                |
| Électeurs          | 50                                      |
| Exclusive utilisée | contre le Cardinal Pacca par la France. |
| PAPE DÉCÉDÉ        | LÉON XII (1823-1829)                    |
| PAPE ÉLU           | PIE VIII (1829-1830)                    |
| ------------------ | --------------------------------------- |